# Latvanjärvi
Latvanjärvi eller Latvajärvi är en sjö i Finland. Den ligger i kommunen Kuhmo i landskapet Kajanaland, i den centrala delen av landet, 500 km nordost om huvudstaden Helsingfors. Latvanjärvi ligger 219,6 meter över havet. I omgivningarna runt Latvanjärvi växer i huvudsak barrskog. Arean är 1,38 kvadratkilometer och strandlinjen är 6,04 kilometer lång. Sjön  ingår i Uleälvens huvudavrinningsområde. 